# András Szatmári
András Szatmári, född den 3 februari 1993 i Budapest, är en ungersk fäktare.

## Karriär
András Szatmári ingick i det ungerska laget som tog brons i sabel vid OS 2020 och silver vid OS 2024.